# Rio Ivaí (vattendrag i Brasilien, Rio Grande do Sul)
Rio Ivaí är ett vattendrag i Brasilien.   Det ligger i delstaten Rio Grande do Sul, i den södra delen av landet, 1 600 km söder om huvudstaden Brasília.
I omgivningarna runt Rio Ivaí växer i huvudsak städsegrön lövskog. Runt Rio Ivaí är det glesbefolkat, med 19 invånare per kvadratkilometer.